# セコン川
セコン川（ベトナム語: Sông Sekong）は、ラオス南部アンナン山脈山中に発し、カンボジア北東部ストゥントレン州を流れ、セサン川に合流するメコン川の支流である。川沿いに31か村があり、人口は約2万8400人。
2018年2月12日、両岸のラオス・セーコーン県ダクチュン郡とラマーム郡とをつなぐセコン橋が、約22億円の日本の政府開発援助で竣工・開通した。
2018年7月23日、ラオス・アッタプー県サナームサイ郡で建設中のセーピアン・セーナムノイダムで決壊事故が発生、甚大な被害がもたらされた。

## 脚注

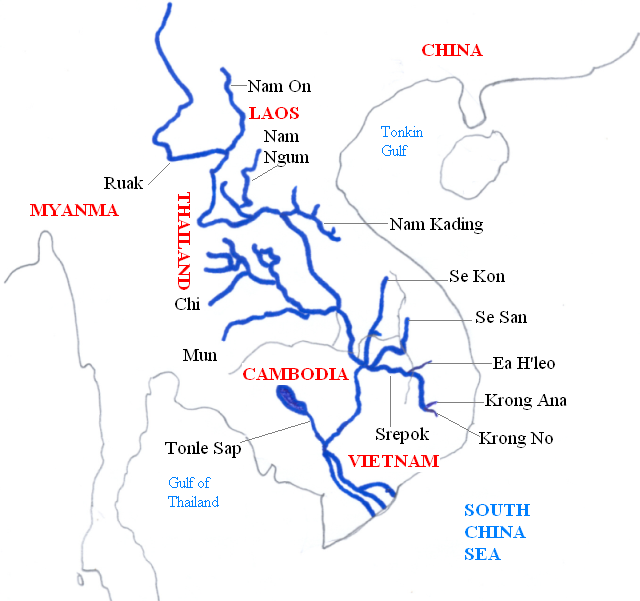
メコン川とその支流。「Se Kon」がセコン川。